# Guvernul provizoriu al Milanului
În istoria Risorgimentului italian, instituția care a condus Milanul în timpul celor Cinci Zile se numește prin definiție Guvernul provizoriu, care a dus la eliberarea orașului de austrieci, cu transformarea organismelor municipalității, direcție asumată de către Podestà Gabrio Casati⁠(d). 
Guvernului provizoriu, constituit în prevalența absolută a aristocraților cu orientare moderată conservatoare, i s-a opus Consiliul de Război, condus de republicanul Carlo Cattaneo⁠(d), și având sediul în Palazzetto Taverna, de poziții politice mai avansate. 
Guvernul provizoriu a fost cel care a invocat intervenția regelui Sardiniei, Carol Albert de Savoia, pentru a încerca să transforme războiul popular în război regal, în terminologia istoricului Carlo Jean⁠(d) din publicațiile editate de statul italian.
Ulterior, grupul liberalilor milanezi care, după întoarcerea austriecilor, se pregăteau pentru recucerirea libertății, se adunau într-un restaurant din Turro⁠(d), un orășel din apropiere. În memoria acestui eveniment, Primăria din Milano a numit piața unde se aflase odinioară acest restaurant „Piața Guvernului provizoriu”.